# Каимби, Лазарус
Лазарус Каимби (англ. Lazarus Kaimbi; 12 августа 1988, Виндхук, Намибия) — футболист, нападающий тайского клуба «Нэви» и сборной Намибии.

## Клубная карьера
Лазарус начал свою карьеру в 2006 году в клубе «Рамблерс», спустя полгода он перешёл в южноафриканский «Джомо Космос». В составе клуба из Йоханнесбурга намибиец провёл 5 сезонов, за которые его команда дважды покинула Премьер Лигу ЮАР (в сезонах 2007/08 и 2009/10) и дважды возвращалась, выиграв Первую лигу (в сезонах 2008/09 и 2010/11).
Летом 2011 года нападающий был отдан в аренду в клуб «Осотспа Сарабури», выступающий в чемпионате Таиланда. Через год руководство тайской команды приняло решение выкупить трансфер Лазаруса. В летнее трансферное окно 2013 года Каимби перешёл в «Бангкок Гласс». В составе столичного клуба намибиец стал в 2014 обладателем кубка Таиланда. В финальном матче нападающий отметился забитым мячом, который стал победным для его команды.

## Карьера в сборной
Каимби выступает за сборную Намибии с 2008 года. Нападающий был включён в заявку на Кубок африканских наций 2008 в Гане. На турнире Лазарус сыграл во всех трёх матчах своей сборной. Нападающий принимал участие в отборочных матчах к чемпионатам мира 2010 и 2014.

## Достижения
Бангкок Гласс
- Обладатель Кубка Таиланда (1): 2014